# Hirama Tomokazu
Tomokazu Hirama (sinh ngày 30 tháng 6 năm 1977) là một cầu thủ bóng đá người Nhật Bản.

## Sự nghiệp câu lạc bộ
Tomokazu Hirama đã từng chơi cho Yokohama F. Marinos, Montedio Yamagata, Vegalta Sendai, Consadole Sapporo và Albirex Niigata.